# Fernão de Magalhães
Fernão de Magalhães hay thường được biết đến rộng rãi với tên tiếng Anh Ferdinand Magellan (tiếng Tây Ban Nha: Fernando de Magallanes; 4 tháng 2 năm 1480 – 27 tháng 4 năm 1521) (tiếng Việt: Phơ-đi-nan Ma-gien-lăng) là một nhà thám hiểm và nhà hàng hải người Bồ Đào Nha. Ông sinh ra tại Sabrosa, miền bắc Bồ Đào Nha, nhưng sau đó đã từ bỏ quốc tịch Bồ Đào Nha để nhập quốc tịch Tây Ban Nha nhằm mục đích phục vụ cho Vua Carlos I của Tây Ban Nha trong việc khai phá các tuyến thương mại đường biển đến "Quần đảo Gia vị" (ngày nay là quần đảo Maluku ở Indonesia) và Ấn Độ bằng cách đi về hướng Tây qua Thái Bình Dương.
Chuyến hải trình trong khoảng thời gian 1519–1522 của Magellan đã đi vào lịch sử như là chuyến đi đầu tiên bằng đường biển của con người từ Đại Tây Dương đến Thái Bình Dương (cái tên có nghĩa "biển bình yên" cái tên này được đặt bởi Magellan; nơi tiếp nối giữa hai đại dương được đặt là eo biển Magellan), và là chuyến đi đầu tiên băng qua Thái Bình Dương. Chuyến đi này cũng đánh dấu sự kiện con người lần đầu tiên thành công trong việc đi vòng quanh Trái Đất, mặc dù chính bản thân Magellan đã không thể hoàn thành chuyến hành trình sau khi bị giết trong trận Mactan khi đụng độ với thổ dân ở đảo Mactan, Philippines. Tuy nhiên, Magellan đã từng đi theo hướng đông đến Bán đảo Mã Lai trong một chuyến hải hành trước đó, nên ông trở thành nhà thám hiểm đầu tiên đi qua tất cả đường kinh tuyến của địa cầu. Trong số 237 thủy thủ khởi hành trên năm con tàu, chỉ còn lại 18 người hoàn thành chuyến đi và xoay xở để quay trở về Tây Ban Nha vào năm 1522, dưới sự dẫn dắt của nhà hàng hải xứ Basque Juan Sebastián Elcano, người đã nhận trách nhiệm chỉ huy thủy thủ đoàn sau cái chết của Magellan. Mười bảy thủy thủ nữa sau đó cũng về được Tây Ban Nha bao gồm mười hai người bị Bồ Đào Nha bắt ở Cape Verde trong khoảng thời gian giữa năm 1525 và 1527 và năm người sống sót còn lại trở về trên con tàu Trinidad. Tên của Magellan cũng được đặt cho loài Chim cánh cụt Magellan, vốn được ông lần đầu tiên ghi chép lại, và Đám mây Magellan, ngày nay được biết đến là một thiên hà lùn.

## Thời niên thiếu và những chuyến đi
Magellan sinh vào khoảng năm 1480 tại Sabrosa, gần Vila Real, tỉnh Trás-os-Montes, Bồ Đào Nha. Cha ông là Rui de Magalhães (ông nội là Pedro Afonso de Magalhães và bà nội Quinta de Sousa),mẹ là Alda de Mesquita, gia đình ông có các anh em Duarte de Sousa, Diogo de Sousa và Isabel de Magalhães. Sau khi ba mẹ mất vào năm ông lên mười, ông trở thành cậu bé giúp việc cho Hoàng hậu Leonor trong triều đình Hoàng gia Bồ Đào Nha theo truyền thống của gia đình.
Vào tháng 3, 1505, ở tuổi 25, Magellan gia nhập hạm đội gồm 22 tàu, đứng đầu là Francisco de Almeida Phó Vương đầu tiên của Ấn Độ thuộc Bồ Đào Nha. Mặc dù tên của ông không được tìm thấy trong biên niên sử các cuộc chiến tranh ở Ấn Độ, những điều còn lại người ta biết về ông là ông đã trải qua tám năm ở Goa, Cochin và Quilon. Ông đã tham dự một vài trận đánh, bao gồm trận Cannanore năm 1506, nơi ông đã bị thương. Năm 1509, ông dự trận đánh Diu và sau đó đi cùng thủy thủ đoàn của Diogo Lopes de Sequeira với tư cách Sứ thần đầu tiên của Bồ Đào Nha đến Malacca. Trong thủy thủ đoàn còn có bạn ông và có thể là người anh em họ Francisco Serrão. Tháng 9, sau khi đến Malacca, chuyến đi trở thành thảm họa khi họ rơi vào một âm mưu tấn công khiến họ phải rút lui. Trong dịp này Magellan đóng một vai trò là then chốt giúp cho đoàn hải hành không bị tiêu diệt hoàn toàn, ông đã cảnh báo Sequeira và chiến đấu dũng cảm cứu Francisco Serrão, người vốn đã lên bờ trước cuộc tấn công. Sau đó, ông được chú ý tới và thăng chức.
Năm 1511, dưới quyền của vị Thống sứ mới là Afonso de Albuquerque, Magellan và Serrão tham gia vào cuộc chinh phục bán đảo Malacca, đồng thời phục hận cho thất bại của Sequeira. Sau cuộc chiến họ chia tay: Magellan được thăng cấp, và nhận được một số tiền vô cùng lớn. Cùng với một thổ dân Malay ông đã nhận và rửa tội với cái tên Enrique của Malacca, ông trở về Bồ Đào Nha trong năm 1512. Serrão khởi hành trong chuyến thám hiểm đầu tiên đi tìm "Quần đảo Spice "trong vùng Moluccas, và sau đó ở lại luôn tại vùng đất đó. Serrão kết hôn với một người phụ nữ vùng Amboina và trở thành một cố vấn quân sự cho Sultan của vùng Ternate, Bayan Sirrullah. Serrão đã viết nhiều thư cho Magellan và cung cấp thông tin về các vùng đất xa xôi trồng cây gia vị, khiến ông quyết định đi thám hiểm chúng.

## Chuyến thám hiểm cuối cùng
Trong các năm 1505-1512 ông tham gia các chuyến hải hành của Bồ Đào Nha đến Ấn Độ Dương, 2 lần đến Malacca (hiện nay là Malaysia) trong những năm 1509 đến 1511. Thiết lập dự án đi bằng con đường phía Tây đến quần đảo Molucca (nay thuộc Indonesia), nhưng ông bị loại bởi vua Bồ Đào Nha, do chuyến hải hành của Vasco da Gama, một con đường phía đông gần hơn đã được lập nên. Trong năm 1517, dự án này đã được nhận bởi vua Tây Ban Nha, vào ngày 20 tháng 9 năm 1519, 5 chiếc tàu với hải đoàn 237 người dưới sự lãnh đạo của Magalhães khởi hành từ cảng San Lucar de Barrameda (những con sông nhỏ Guadalquivir) đi tìm eo biển Tây Nam từ Đại Tây Dương đến "biển Nam", khám phá bởi Vasco Nunes de Balboa. Ngoài ra theo chỉ đạo của vua Carlos I: 
| “          | Theo ta biết thì trên quần đảo Moluccas có nhiều gia vị, do đó ta phái ngươi đi chính là để tìm kiếm chúng, và nguyện vọng của ta là ngươi hãy đi thẳng đến quần đảo đó. | ” |
| — Carlos I | |   |

Đoàn tàu của Magalhães gồm những tàu sau
- Trinidad (110 tấn, 55 người) dưới sự điều khiển của Magalhães;
- San Antonio (120 tấn, 60 người) dưới sự điều khiển của Juan de Cartegena;
- Concepción (90 tấn, 45 người) dưới sự điều khiển của Gomez;
- Victoria (85 tấn, 42 người) dưới sự điều khiển của Gaspar de Quesada; và
- Santiago (75 tấn, 32 người) dưới sự điều khiển của Luis de Mendoza.

## Vinh danh
Tên ông được đặt cho:
- Thiên văn: đám Mây Magellan Nhỏ và lớn
- Địa lý:
  - Vùng đất Magellan và Chilean Antarticta

## Sách tham khảo
- Castro, Xavier de (2007). Le voyage de Magellan (1519–1522). La relation d'Antonio Pigafetta & autres témoignages. Hamon, Jocelynn; Thomaz, Luis Filipe de Castro. Paris: Chandeigne, coll. « Magellane ». ISBN 2-915540-32-2.{{Chú thích}}:  Quản lý CS1: postscript (liên kết)
- Cliffe, Edward (1885). Hakluyt, Richard (biên tập). "The voyage of M. John Winter into the South sea by the Streight of Magellan, in consort with M. Francis Drake, begun in the yeere 1577". The principal navigations, voyages, traffiques and discoveries of the English nation. Edinburgh, Scotland: E. & G. Goldsmid.{{Chú thích}}:  Quản lý CS1: postscript (liên kết)
- Drake, Francis (1628), The world encompassed by Sir Francis Drake: being his next voyage to that to Nombre de Dios Elibron, Classics series, Issue 16 of Works issued by the Hakluyt Society, Adamant Media Corporation, ISBN 1-4021-9567-2
- Hogan, C. Michael (2008). N. Stromberg (biên tập). Magellanic Penguin. GlobalTwitcher.com. Bản gốc lưu trữ ngày 23 tháng 8 năm 2011. Truy cập ngày 26 tháng 2 năm 2015.{{Chú thích}}:  Quản lý CS1: postscript (liên kết)
- Noronha, Dom José Manoel de (1921). Imprensa da Universidade (biên tập). Algumas Observações sobre a Naturalidade e a Família de Fernão de Magalhães (bằng tiếng Bồ Đào Nha). Coimbra: Biblioteca Genealogica de Lisboa. Bản gốc lưu trữ ngày 7 tháng 3 năm 2010. Truy cập ngày 26 tháng 2 năm 2015.{{Chú thích}}:  Quản lý CS1: postscript (liên kết)
- Stefoff, Rebecca (1990), Ferdinand Magellan and the Discovery of the World Ocean, Chelsea House Publishers, ISBN 0-7910-1291-3
- Suárez, Thomas (1999). Early mapping of Southeast Asia. Tuttle Publishing. ISBN 978-962-593-470-9.{{Chú thích}}:  Quản lý CS1: postscript (liên kết)

### Các nguồn chính
- Pigafetta, Antonio (1906), Magellan's Voyage around the World, Arthur A. Clark (orig. Primer viaje en torno del globo Retrieved on 2009-04-08)
- Maximilianus Transylvanus, De Moluccis insulis, 1523, 1542
- Nowell, Charles E. ed. (1962), Magellan's Voyage around the World: Three Contemporary Accounts, Evanston: NU Press {{Chú thích}}: |first= có tên chung (trợ giúp)
- The First Voyage Round the World, by Magellan, full text, English translation by Lord Stanley of Alderley, London: Hakluyt, [1874] – six contemporary accounts of his voyage
- Oliveira, Fernando (1550–1560), The Voyage of Ferdinand Magellan, National Historical Institute (xuất bản 2002), ISBN 978-971-538-163-5, English translation by Peter Schreurs from the original Portuguese manuscript in the University Library of Leiden, The Netherlands.

### Các nguồn thứ cấp
- Bergreen, Laurence (ngày 14 tháng 10 năm 2003), Over the Edge of the World: Magellan's Terrifying Circumnavigation of the Globe, William Morrow, ISBN 0-06-093638-X ://www.bookreporter.com/reviews/0066211735.asp {{Chú thích}}: Kiểm tra giá trị |isbn=: ký tự không hợp lệ (trợ giúp); Liên kết ngoài trong |isbn= (trợ giúp)
- Guillemard, Francis Henry Hill (1890), The life of Ferdinand Magellan, and the first circumnavigation of the globe, 1480–1521, G. Philip, truy cập ngày 8 tháng 4 năm 2009
- Hildebrand, Arthur Sturges (1924), Magellan, New York: Harcourt, Brace & Co, ISBN 978-1-4179-1413-5
- Joyner, Tim (1992), Magellan, Camden, Me.: International Marine Publishing, ISBN 978-0-07-033128-0
- Nunn, George E. (1932), The Columbus and Magellan Concepts of South American Geography
- Parr, Charles M. (1953), So Noble a Captain: The Life and Times of Ferdinand Magellan, New York: Crowell, ISBN 0-8371-8521-1
- Parry, J. H. (1979), The Discovery of South America, New York: Taplinger
- Parry, J. H. (1981), The Discovery of the Sea, Berkeley: University of California Press, ISBN 978-0-520-04236-0
- Parry, J. H. (1970), The Spanish Seaborne Empire, New York: Knopf, ISBN 978-0-520-07140-7
- Pérez-Mallaína, Pablo E. (1998), Spain's Men of the Sea: Daily Life on the Indies Fleets in the Sixteenth Century, trans. Carla Rahn Phillips, Baltimore: Johns Hopkins University Press, ISBN 978-0-8018-5746-1 ://www.marcusrediker.com/reviews/Perez_review.htm {{Chú thích}}: Kiểm tra giá trị |isbn=: ký tự không hợp lệ (trợ giúp); Liên kết ngoài trong |isbn= (trợ giúp)
- Roditi, Edouard (1972), Magellan of the Pacific, London: Faber & Faber, ISBN 0-571-08945-3
- Schurz, William L. (tháng 5 năm 1922), "The Spanish Lake", Hispanic American Historical Review, 5 (2), Duke University Press: 181–194, doi:10.2307/2506024, JSTOR 2506024.
- Thatcher, Oliver J. ed. (1907), "Vol. V: 9th to 16th Centuries", The Library of Original Sources, University Research Extension Co, tr. 41–57, Bản gốc lưu trữ ngày 24 tháng 8 năm 2014, truy cập ngày 8 tháng 4 năm 2009 {{Chú thích}}: |first= có tên chung (trợ giúp)
- Wilford, John Noble (2000), The Mapmakers, New York: Knopf, ISBN 0-375-70850-2 ://www.cosmopolis.ch/english/cosmo33/history_cartography_mapmakers.htm {{Chú thích}}: Kiểm tra giá trị |isbn=: ký tự không hợp lệ (trợ giúp); Liên kết ngoài trong |isbn= (trợ giúp)
- Zweig, Stefan (2007), Conqueror of the Seas – The Story of Magellan, Read Books, ISBN 1-4067-6006-4

### Các nguồn trực tuyến
- Swenson, Tait M. (2005). "First Circumnavigation of the Globe by Magellan 1519–1522". The Web Chronology project (xuất bản tháng 11 năm 2005). Truy cập ngày 14 tháng 3 năm 2006.{{Chú thích}}:  Quản lý CS1: postscript (liên kết)